# Chhatrapur
Chhatrapur ist eine Kleinstadt im indischen Bundesstaat Odisha.
Die Stadt ist Hauptstadt des Distrikts Ganjam. Chhatrapur hat den Status einer Notified Area Committee. Die Stadt ist in 14 Wards gegliedert. Sie hatte am Stichtag der Volkszählung 2011 insgesamt 22.027 Einwohner, von denen 11.100 Männer und 10.927 Frauen waren. Hindus bilden mit einem Anteil von ca. 97 % die größte Gruppe der Bevölkerung in der Stadt gefolgt von Muslimen mit ca. 2 % und Christen mit ca. 1 %. Die Alphabetisierungsrate lag 2011 bei 89,84 %.
Die Stadt ist durch einen Bahnhof mit dem nationalen Schienennetz verbunden.